# 钢城街道 (柳州市)
钢城街道，是中华人民共和国广西壮族自治区柳州市柳北区下辖的一个乡镇级行政单位。

## 行政区划
钢城街道下辖以下地区：
福利社区、雀山社区、元宝社区、运输社区、笔架社区、欧山社区和环宇社区。